# Iwan Simatupang
Iwan Simatupang, né Iwan Martua Dongan Simatupang le 18 janvier 1928 à Sibolga, au nord de l'île de Sumatra et mort le 4 août 1970 à Jakarta, est un écrivain, poète et essayiste indonésien. Homme aux multiples activités, il est également connu comme journaliste pour ses tribunes dans lesquelles il présentait les citoyens indonésiens aux marges de la sociétés.
Écrivain indonésien de la seconde moitié du XXe siècle, ses quatre romans Merahnya Merah (1968), Ziarah (1969), Kering (1969) et Koong (1975, posthume) sont fréquemment jugés exigeants et s’adressent surtout à des lecteurs curieux, réfléchis et sensibles aux grandes questions abstraites et métaphysiques.

## Biographie

### Jeunesse et études supérieures
Elevé au sein d'une famille musulmane, il reçoit très tôt l'enseignement du Coran grâce à son père, qui lui apprend à lire. Une partie de son enfance se déroule à Banda Aceh.
A l'adolescence, il abandonne l'école et prend part à la révolution nationale indonésienne (1945-1949) contre les forces néerlandaises qui tentent de reprendre le contrôle de leur ancienne colonie. Il devient alors commandant d'une unité du Tentara Republik Indonesia Pelajar (TRIP), force paramilitaire formées d'élèves et d'étudiants intégrée à l'armée républicaine, tout en dirigeant une section de l'organisation Pemuda Indonesia, mouvement de jeunesse en faveur de l'indépendance, dans le nord de Sumatra. Il est arrêté en 1949 à Medan pendant l'opération Kraai, qui s'étend simultanément à Java et Sumatra. Rapidement relâché, il en profite pour achever, en candidat libre, ses études secondaires. Reçu à l'examen, il s’inscrit en 1953 à la faculté de médecine de Surabaya, mais n'obtient pas son diplôme - il ne supporte pas la vue du sang ni les dissections - et part s'installer à Jakarta. Parallèlement, il s’initie à la philosophie, l’anthropologie, la littérature et la théologie.

#### Etudes aux Pays-Bas, puis départ pour la France (1954-1958)
Il se voit décerné une bourse qui lui permet de se rendre aux Pays-Bas, où il poursuit des études en anthropologie à l'université de Leiden de 1954 à 1956, avant de suivre un programme Full Course à l'Institut international d'études sociales (ISS) de La Haye en 1957. La même année, il suit des cours de théâtre à Amsterdam. Enfin, en 1958, il poursuit sa formation en philosophie à l'université de la Sorbonne à Paris, sous la direction du philosophe et professeur d'université Jean Wahl,, dans un cadre intellectuel marqué par l'existentialisme et la phénoménologie.

#### Retour en Indonésie et décès de sa femme (1958-1960)
Après avoir achevé son cycle de philosophie à la Sorbonne, Iwan Simatupang regagne l’Indonésie à la fin de 1958, accompagné de son épouse néerlandaise Corry van Geem et de leurs deux fils. Le décès brutal de Corry, emportée par une fièvre typhoïde en 1960, le bouleverse profondément et sert de déclencheur à la rédaction du manuscrit de Ziarah (Le Pèlerin) au cours de la même année.

### Carrière à la ville et débuts littéraires
Le 10 juin 1961, l’écrivain se remarie avec la danseuse et professeure de ballet néerlando-indonésienne Tanneke Burki et, dans cet élan créateur, compose son second roman, Merahnya Merah, publié quelques années plus tard (1968). Il travaille comme professeur de lycée à Surabaya et occupe les fonctions de rédacteur en chef du magazine Siasat (Stratégie) et du quotidien Warta Harian (Nouvelles quotidiennes) de 1966 à 1970. Sa vie est itinérante : il loge même un temps, avec ses deux enfans, dans une chambre à l'hôtel Salak de Bogor. Ses premiers écrits sont publiés dans Siasat et Mimbar Indonesia (Chaîne indonésienne). En 1963, il remporte le deuxième prix du magazine Sastra (Littérature) pour son essai Kebebasan Pengarang dan Masalah Tanah Air (La liberté des écrivains et les problèmes de la patrie) . Ses premières œuvres comprennent des nouvelles, des poèmes et des pièces de théâtre.

### Carrière littéraire
Son premier roman, Ziarah (The Pilgrim), rédigé en 1960 mais publié seulement en 1969, reçoit le tout premier prix littéraire de l'ASEAN (SEA Write Award) à Bangkok en 1977 à titre posthume. Simatupang achève ensuite deux manuscrits en 1961 : Merahnya Merah (Redness of Red), paru en 1968 et couronné par le National Literary Award en 1970, puis Kering (Drought), édité en 1972. L’historien Benedict Anderson a d’ailleurs estimé que Simatupang, aux côtés de Putu Wijaya, comptait parmi les deux seuls « genuinely distinguished fictionalists » qu’ait produits l’Indonésie depuis l’Indépendance, soulignant chez eux un attachement prononcé au réalisme magique.

### Vie privée
Il se marie une première fois avec Corry van Geem. Ils auront deux fils, Ino Alda et Ion Partibi. Le 10 juin 1961, il se remarie avec Tanneke Burki, dont il aura une fille, Violeta ; le couple divorce en 1964.

## Œuvre littéraire
- 1960 : Bulan Bujur Sangkar (Lune carrée) — pièce de théâtre (en un acte)
- 1963 : Kebebasan Pengarang dan Masalah Tanah Air,(De la liberté de l'auteur et les problèmes de patrie) — essai
- 1966 : RT Nol/RW Nol — pièce de théâtre (en un acte)
- 1966 : Petang di Taman (Soirée dans le parc) — pièce de théâtre (en un acte)
- 1968 : Merahnya Merah (Le rouge est rouge) — roman, écrit en 1961
- 1969 : Ziarah (Le Pèlerin) — roman, écrit en 1960
- 1972 : Kering (Le Sécheresse) — roman, écrit en 1961
- 1975 : Koong — roman
- 1982 : Tegak Lurus dengan Langit (Perpendiculaire au ciel) — recueil de quinze nouvelles